# Отёк мозга
Отёк мозга — патологический процесс, проявляющийся избыточным накоплением жидкости в клетках головного или спинного мозга (в первую очередь глии) и межклеточном пространстве, увеличением объёма мозга и внутричерепной гипертензией.
По патогенезу отёк мозга разделяют на вазогенный, цитотоксический, интерстициальный и фильтрационный. В зависимости от этиологического фактора различают опухолевый, травматический, послеоперационный, токсический, воспалительный, ишемический и гипертензивный отёк головного мозга.

## Этиопатогенез
В литературе не существует единого мнения в отношении термина «отёк мозга». Так, в БМЭ (1981) вовсе отсутствует статья «отёк мозга», а явление описывается в статье «отёк и набухание мозга». Отёк, по терминологии БМЭ, проявляется раздвиганием и сдавливанием отёчной жидкостью клеток, что приводит к нарушению межуточного обмена и транспорта кислорода с последующей дистрофией и клеточной гибелью. Термин «набухание» определяется как «увеличение объёма клеток или стромы внутренних органов». Чистого отёка или набухания мозга практически не встречается. В современной научной литературе накопление жидкости в клетках мозга вследствие повреждения клеточных мембран и цитоплазмы чаще обозначается как вариант отёка мозга — цитотоксический отёк.
Каждый из существующих видов отёка-набухания мозга имеет различный патогенез.

### Вазогенный отёк
Вазогенный отёк трактуют как зависящий от первичного повышения проницаемости гемато-энцефалического барьера (ГЭБ). В норме ГЭБ не пропускает положительно заряженные ионы, которые обеспечивают осмотическое давление, и соответственно таким образом влияет на содержание межклеточной воды. При нарушении проницаемости ГЭБ интенсивность транссудации воды и её накопления в ткань мозга будет тем больше, чем выше уровень кровяного давления в капиллярах, и наоборот.
Вазогенный отёк встречается при опухолях головного мозга, холодовой травме (в эксперименте), микроэмболии сосудов мозга, газовой эмболии мозговых сосудов, окклюзии сонных артерий, эклампсии.

### Цитотоксический отёк
Термин «цитотоксический отёк» представляет собой «набухание», то есть увеличение внутриклеточной воды. Морфологически набухание мозга характеризуется развитием внутриклеточного отёка тела и отростков астроцитов (особенно прилегающих к кровеносным сосудам). Тела нейронов практически не затрагиваются процессами набухания до момента полной гибели глиальных клеток, их окружающих.
Первичным фактором, вызывающим развитие цитотоксического отёка, является недостаток поступления кислорода и АТФ, что вызывает нарушение работы ионных насосов и избыточное поступление в клетку ионов Na+, что вызывает повышение внутриклеточного осмотического давления и соответственно чрезмерное поступление в клетку воды. Первый удар берут на себя глиальные клетки, в частности клетки астроглии.

### Интерстициальный отёк
Выделяется некоторыми авторами как возникающий при гидроцефалии (увеличенном внутрижелудочковом давлении ликвора), что приводит к пропитыванию субэпендимарной ткани избыточной спинно-мозговой жидкостью.

## Симптоматика
Клинические проявления отёка-набухания мозга одинаковы вне зависимости от его патогенетического типа.
Они состоят из сочетания трёх групп симптомов: обусловленных синдромом внутричерепной гипертензии, очаговых и стволовых симптомов.
Синдром внутричерепной гипертензии возникает вследствие увеличения жидкости в закрытом пространстве полости черепа и проявляется распирающей головной болью, тошнотой, рвотой, не приносящей облегчения, судорогами, головокружением, изменением уровня сознания, сопором, комой.
При длительно существующей внутричерепной гипертензии на рентгенограммах черепа можно отметить усиление пальцевых вдавлений, остеопороз спинки турецкого седла, при исследовании глазного дна — отёк сосков зрительных нервов.
Нахождение отёка в определённых областях мозга приводит к нарушению их работы и, соответственно, выпадению представленных ими функций — очаговой симптоматике.
Также отёк одних участков мозга приводит к смещению их относительно других и возникновению дислокационных синдромов, которые сопровождаются сдавлением структур сосудов и ствола мозга. Присоединение стволовой симптоматики в клинике проявляется нарушениями дыхания, кровообращения, угнетением реакции зрачков и является жизнеугрожающим.

## Лечение
Тот, кто владеет искусством лечить и предупреждать отёк головного мозга, владеет ключом к жизни и смерти больного!Н. Н. Бурденко
Одной из основных задач при лечении больного с внутричерепной патологией в остром периоде является обеспечение у него нормального уровня церебрального перфузионного давления (ЦПД), так как именно оно определяет достаточность кровоснабжения и поступления питательных веществ к нейрону.
ЦПД определяется по формуле
ЦПД = среднее артериальное давление (САД) — внутричерепное давление (ВЧД) — центральное венозное давление (ЦВД).
Отёк мозга приводит к развитию внутричерепной гипертензии, т. е. повышению ВЧД и соответственно к снижению ЦПД.
Лечение отёка-набухания мозга предусматривает:
- поддержание оксигенации (рО2 > 70 мм рт. ст.), при необходимости — перевод на ИВЛ;
- устранение двигательного возбуждения и судорог;
- предупреждение и устранение болевых и ноцицептивных реакций;
- устранение причин, нарушающих венозный отток из полости черепа;
- поддержание нормальной температуры тела;
- умеренную гипервентиляцию;
- назначение диуретиков.

При неэффективности консервативного лечения проводится операция — декомпрессионная трепанация черепа путём удаления костного лоскута с целью снижения повышенного вследствие отёка мозга ВЧД.

### Особенности терапии цитотоксического отёка
Для поддержания должного уровня ЦПД при цитотоксическом отёке мозга придерживаются концепции Рознера, которая предусматривает поддержание артериальной гипертензии, что включает инфузионную терапию, гиперволемию и назначение вазопрессоров. Данная концепция оказывает положительный эффект при сохранности механизмов ауторегуляции мозгового кровообращения, отсутствии повреждения ГЭБ и при условии, что гипертензия не должна выходить за пределы ауторегуляции у данного больного.
Отмечено, что у больных артериальной гипертензией черепно-мозговая травма протекает относительно легче по сравнению с пострадавшими, имевшими нормальное или пониженное артериальное давление.
Особенностью лечения цитотоксического отёка мозга является назначение маннитола или других осмодиуретиков. Маннитол повышает осмолярность крови и соответственно по градиенту концентраций выводит избыточную воду из клеток мозга. Назначение маннитола при вазогенном отёке может вызывать феномен отдачи. За счёт проникновения через повреждённый ГЭБ в ткань мозга маннитол значительно повышает внутритканевую осмолярность, вызывая увеличение поступления жидкости и нарастание отёка.
Также при цитотоксическом отёке мозга полезное действие оказывает барбитуровый наркоз. Снижая мозговую деятельность, а значит и потребность клеток в АТФ, он оказывает выраженный противоотёчный эффект.

### Особенности терапии вазогенного отёка
При вазогенном отёке мозга применяется концепция Лунда, которая на первый взгляд является противоположной концепции Рознера. Она предусматривает создание артериальной гипотензии путём назначения вазоконстрикторов и гиповолемии. При вазогенном отёке отмечается нарушение проницаемости ГЭБ, и соответственно перемещение жидкости через мембраны зависит от градиента гидростатических давлений между церебральными капиллярами и интерстицием. Т. е. при более высоком артериальном давлении будет отмечаться большая выраженность отёка мозга. ВЧД при повышении САД будет повышаться быстрее, а следовательно, ЦПД уменьшается.
Особенностями лечения вазогенного отёка мозга также является назначение глюкокортикоидов, которые уменьшают проницаемость ГЭБ и оказывают выраженный лечебный эффект. При цитотоксическом отёке мозга глюкокортикоиды неэффективны.